# Ивонич-Здруй
Ивонич-Здруй (пол. Iwonicz-Zdrój) — город в Польше, входит в Подкарпатское воеводство, Кросненский повят. 
Город-курорт имеет статус городско-сельской гмины. Занимает площадь 5,82 км². Население — 1963 человека (на 2004 год).

## История
На конец XIX столетия, Ивонич (Ivonicz) — курорт в Галиции, в политическом Замостском округе Австро-Венгрии.
Населённый пункт, устроенный по-европейски, как известнейший в Галиции йодистый источник был расположен у северного склона Карпатских гор, в долине, обрамленной сосновым лесом.
Поблизости от источника громадное болото, на котором образовывалось очень много болотного газа, собираемого в специальное здание для ингаляций. Главный контингент посетителей — золотушные и ревматики. В начале XX столетия, его ежегодно посещали 6 000 больных, из коих было 95 % евреев,.
В Ивонич находились целебные источники, два источника йодо-бромистых вод поваренной соли, один — железный и один — серный,..
После Первой мировой войны курорт вместе со всей Галицией захвачен Польской республикой.

## Персоналии
- Залуский, Кароль (1794—1845) — один из руководителей польского ноябрьского восстания 1831 г. в Литве. Основатель курорта в Ивонич-Здруй.

## Фотографии

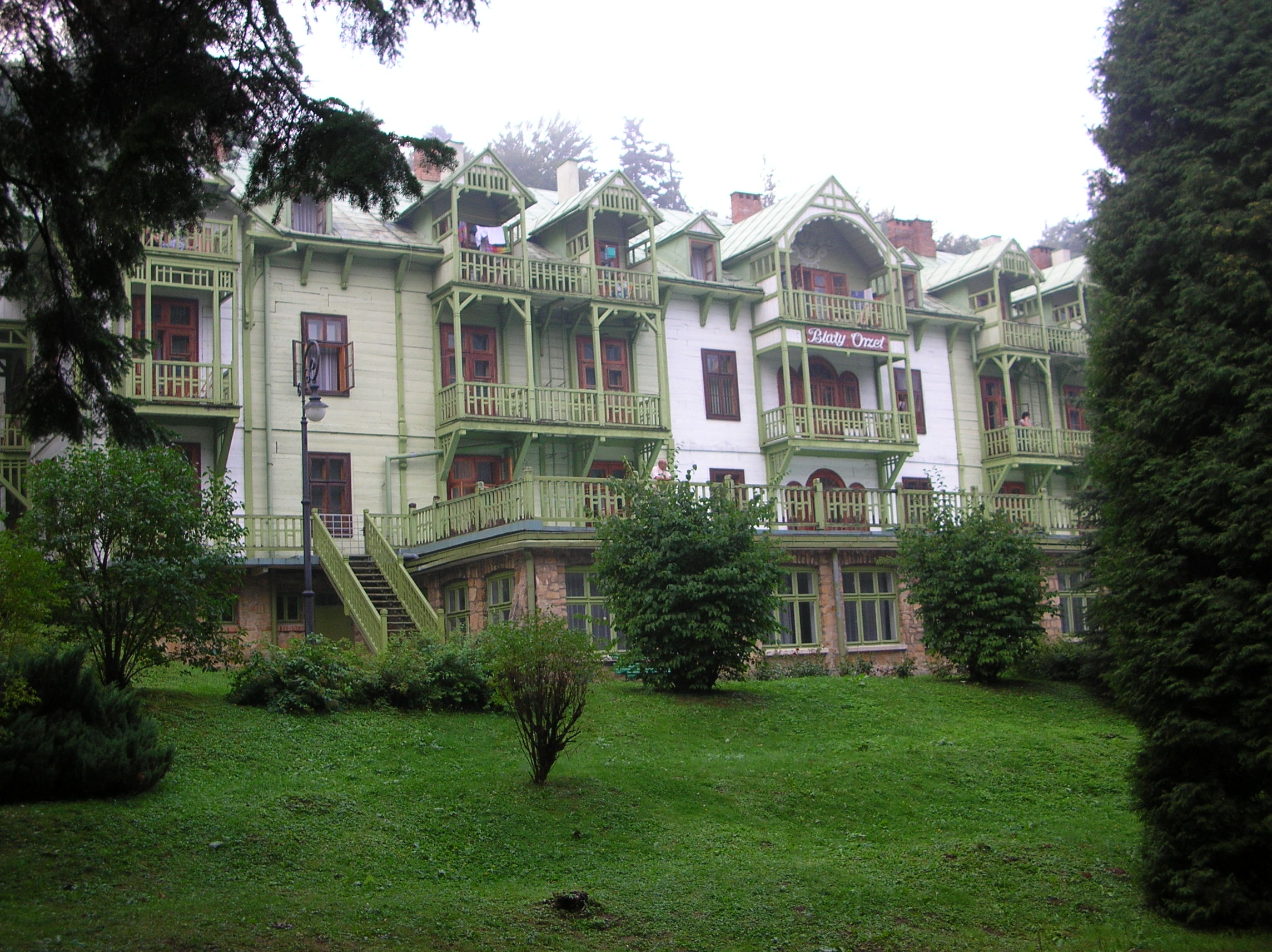
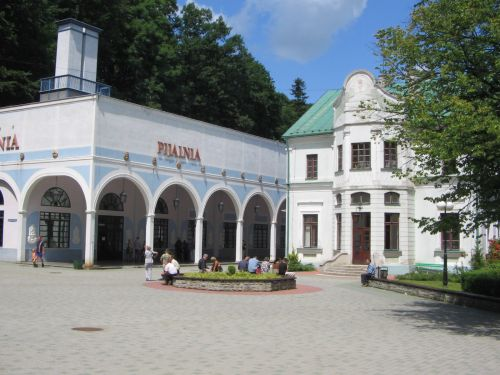